# Tinguereguif
Tinguereguif è un comune rurale del Mali facente parte del circondario di Diré, nella regione di Timbuctù.